# Australia en el Festival de la Canción de Eurovisión 2018
Australia participó en el Festival de Eurovisión 2018 con "We Got Love" de Jessica Mauboy. La cadena pública australiana SBS es la encargada de la participación de Australia en Eurovisión.

## Historia de Australia en Eurovisión
Hasta 2018, Australia ha participado tres veces en Eurovisión, tras su debut en Eurovisión 2015. Hasta la fecha, su mejor resultado es la segunda plaza de Dami Im en 2016 con "Sound of Silence", con el que logró 511 puntos.

## Elección interna
El 11 de diciembre de 2017, la SBS anunció que Jessica Mauboy sería su representante en Eurovisión 2018. Mauboy ya estuvo en Eurovisión 2014 como intervalo, un año antes del debut de Australia. Tres meses más tarde, el 8 de marzo de 2018, desvelaron que el tema que Jessica interpretará es "We Got Love".

## En Eurovisión
El Festival de la Canción de Eurovisión 2018 tendrá lugar en el Altice Arena de Lisboa, Portugal y consistirá en dos semifinales el 8 y 10 de mayo y la final el 12 de mayo de 2018. De acuerdo con las reglas de Eurovisión, todas las naciones con excepción del país anfitrión y los "5 grandes" (Big Five) deben clasificarse en una de las dos semifinales para competir en la Gran Final; los diez mejores países de cada semifinal avanzan a esta final. Australia estará en la semifinal 2, actuando en el puesto 9.